# Lübbenau
Lübbenau/Spreewald (Nedersorbisch: Lubnjow/Błota) is een gemeente in de Duitse deelstaat Brandenburg, gelegen in de Landkreis Oberspreewald-Lausitz.

## Indeling van de gemeente

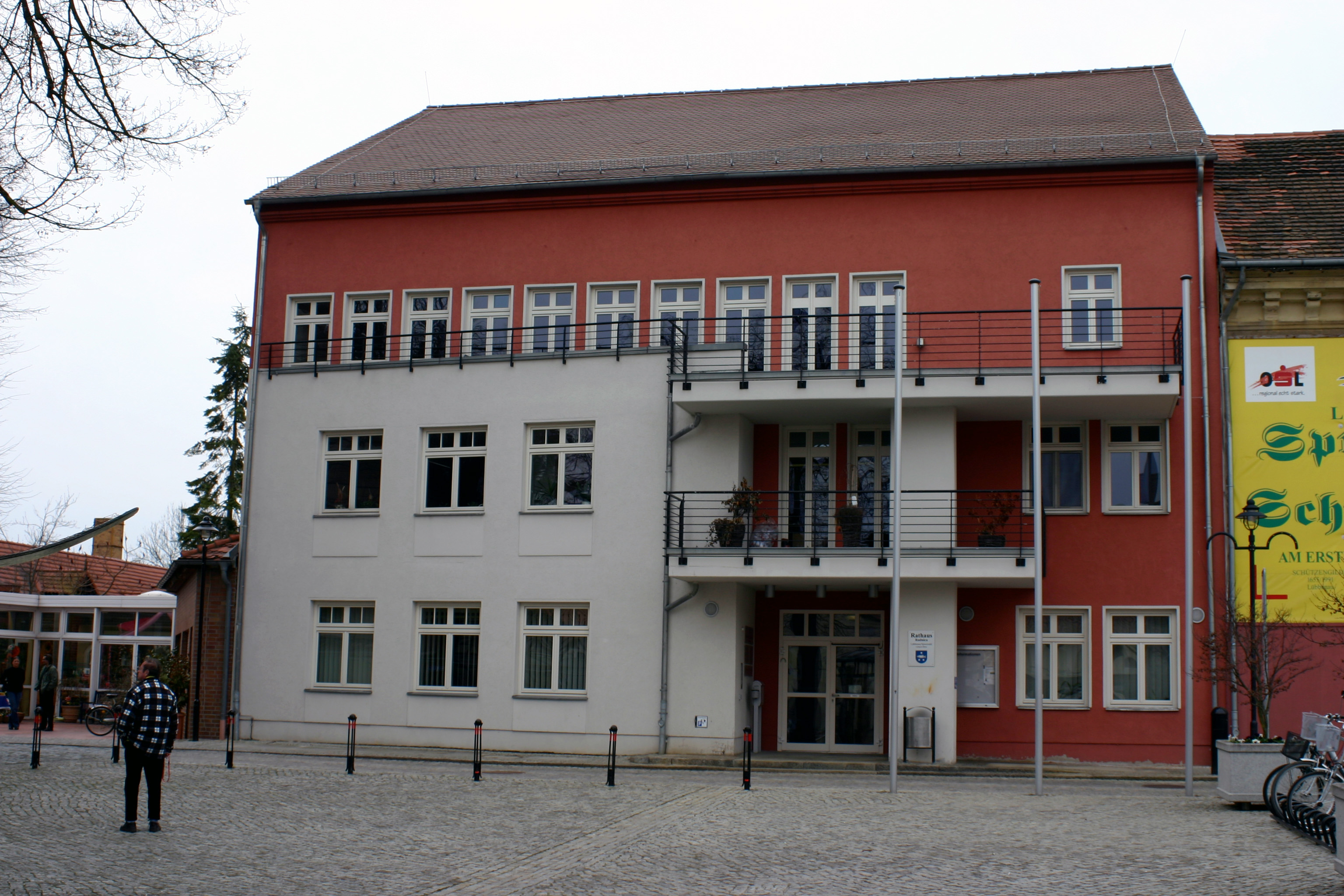
Stadhuis

De stad Lübbenau bestaat uit de volgende 14 stadsdelen (Kernstadt en 13 Ortsteile), bewoonde wijken en Wohnplätze: (Sorbische aanduidingen tussen haakjes; de bevolkingscijfers zijn ontleend aan de gemeentelijke website; peildatum 31 december 2022.) 
- Bischdorf (Wótšowc); 209 inwoners
- Boblitz (Bobolce); 724 inw.
- Groß Beuchow (Buchow) incl. de wijk Klein Beuchow (Buchojc); 437 inw.
- Groß Klessow (Klěšow) incl. de wijk Klein Klessow (Klěšojc) en de Wohnplatz Redlitz (Rědłojce); 329 inw.
- Groß Lübbenau (Lubń) incl. de Wohnplatz Scheddis (Pśedejs); 230 inw.
- Hindenberg (Želnjojce); 134 inw.
- Klein Radden (Radyńc) incl. de wijk Groß Radden (Radyń); 230 inw.
- Kittlitz (Dłopje) incl. de wijken Eisdorf (Stańšojce), Lichtenau (Lichtnow) en Schönfeld (Tłukom); 373 inw.; hier is veel sloop en nieuwbouw geweest i.v.m. de bruinkoolwinning.
- Krimnitz (Kśimnice); 194 inw.
- Lehde (Lědy) incl. de Dolzke (Dolck); 144 inw.
- Leipe (Lipje) incl. de Wohnplätze Dubkowmühle (Dubkowy Młyn), Eiche (Duby), Konzaks Horst (Kóńcakojc Wótšow) en Pohlenzschänke (Póleńcowa Kjarcma); 107 inw.
- Ragow (Rogow); 544 inw.
- Zerkwitz (Cerkwica); 615 inw.

- Kernstad:  de stad Lübbenau met 11.726 inwoners; incl. de Wohnplätze Kaupen (Kupy), Neustadt (Nowe Město), Stennewitz (Sćenojce), Stottoff (Štotup) en Wotschofska (Wótšowska).

## Geografie
Lübbenau heeft een oppervlakte van 36,21 km² en ligt in het oosten van Duitsland, in de Neder-Lausitz, aan de zuidelijke rand van het Spreewald.
Lübbenau ligt 11 kilometer ten zuidoosten van een stadje met bijna dezelfde naam,  Lübben (Spreewald).

## Infrastructuur

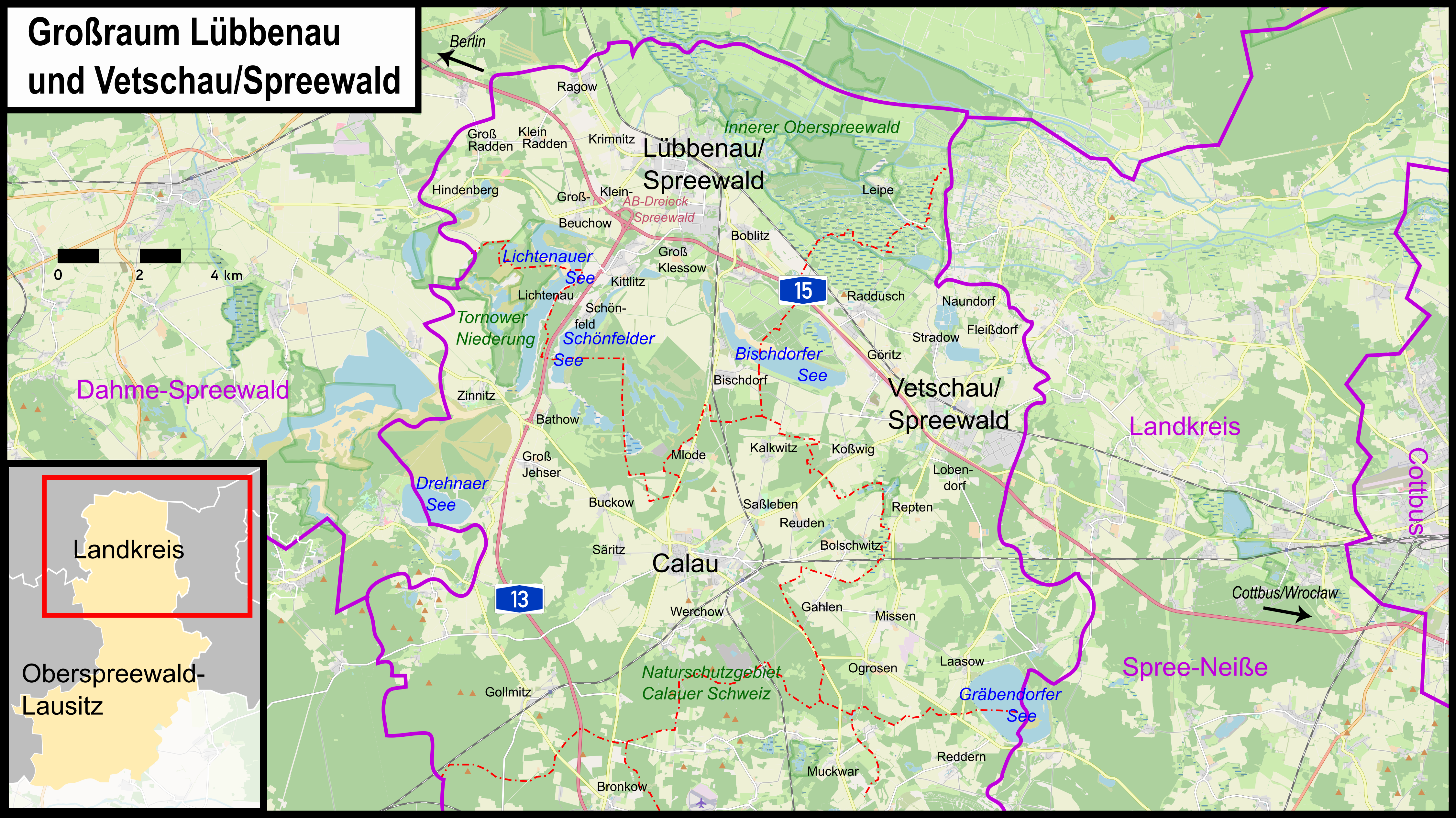
Situering Lübbenau en zijn zuidelijke buurgemeentes
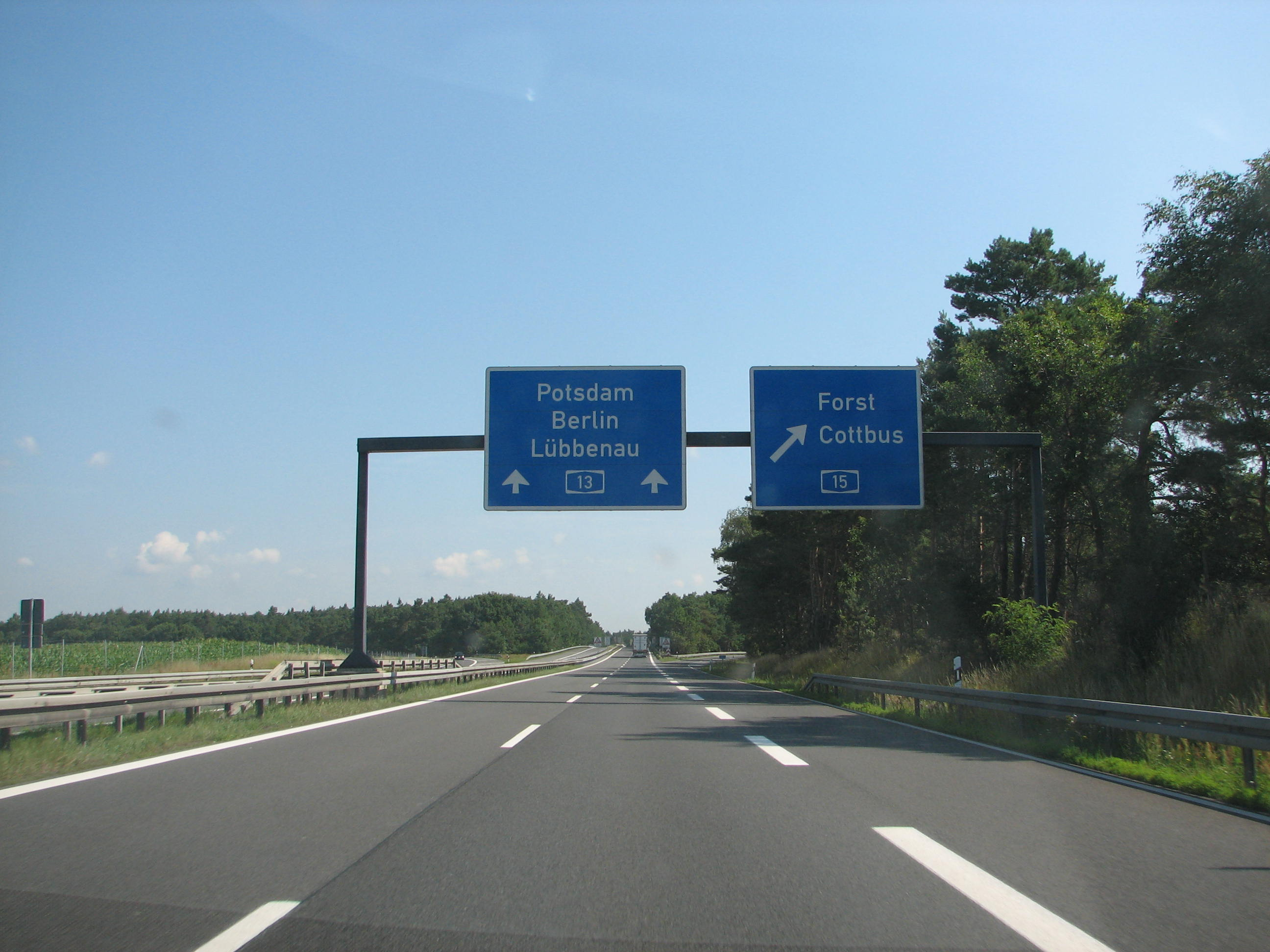
Verwijzingsbord Dreieck Spreewald
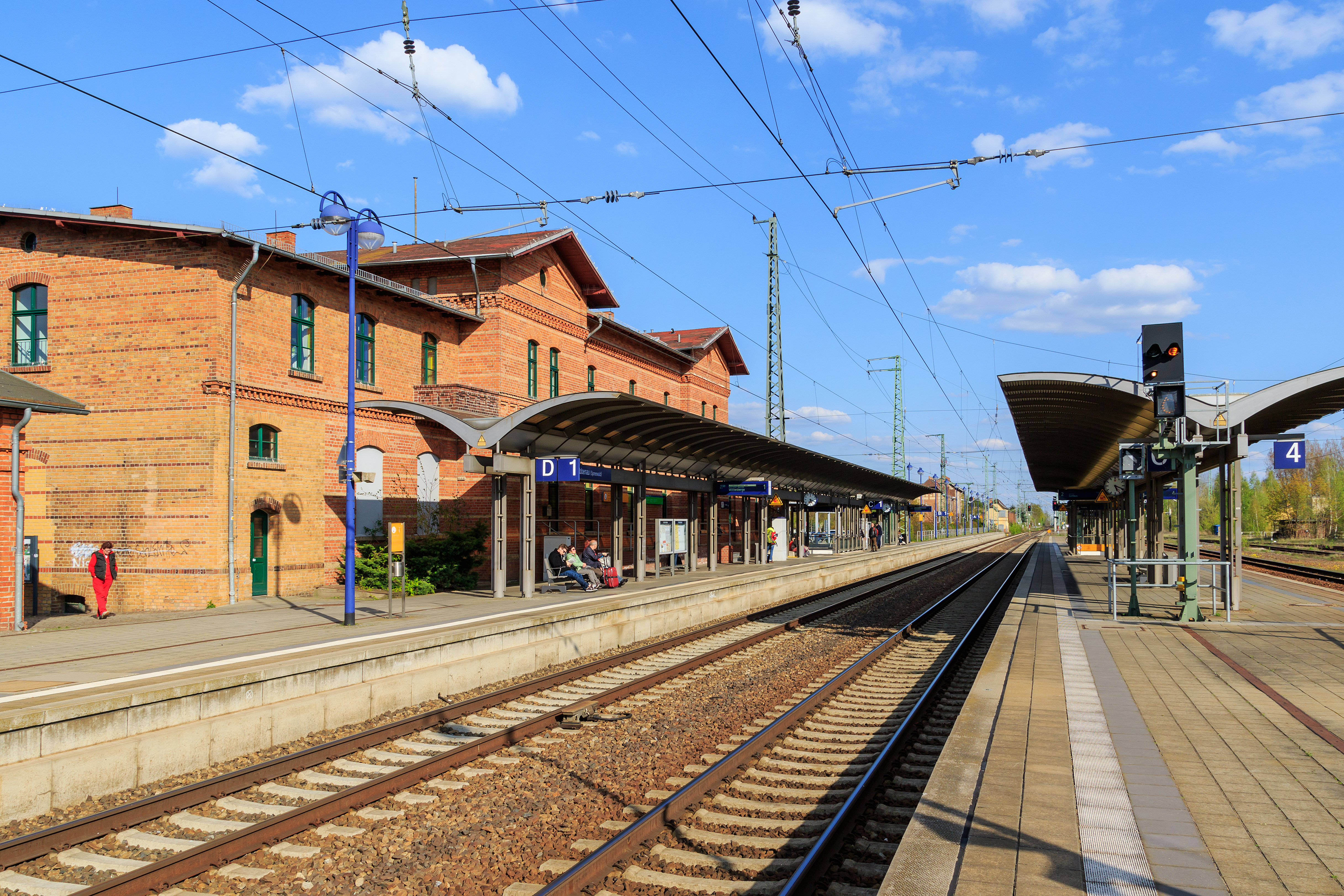
Station
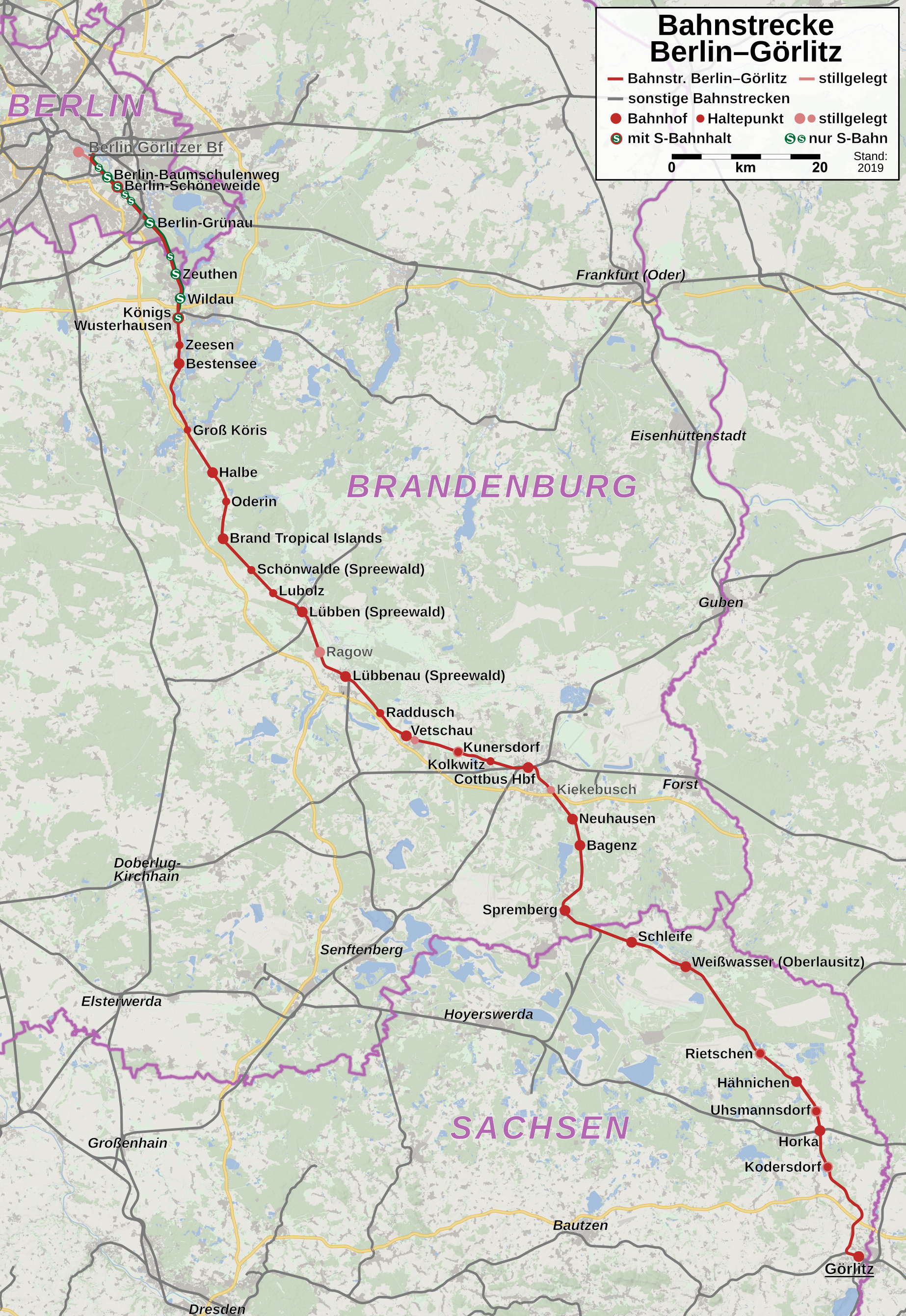
Trajectkaart spoorlijn Berlijn-Görlitz
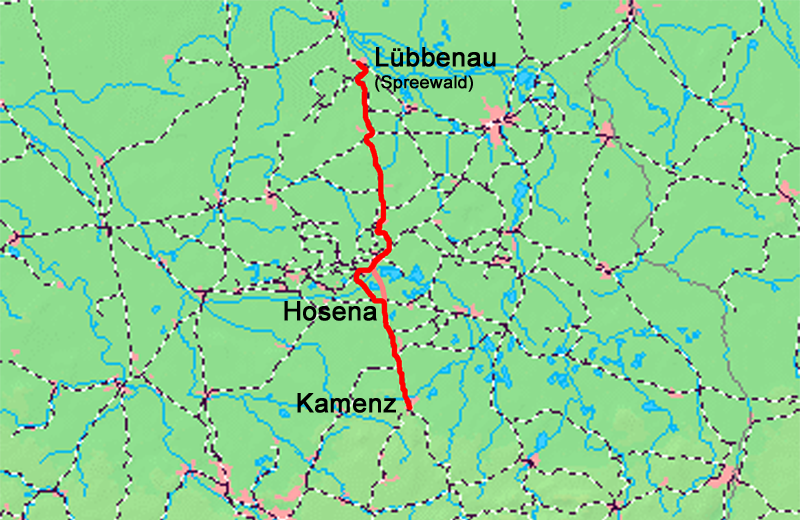
Trajectkaart spoorlijn Lübbenau-Kamenz
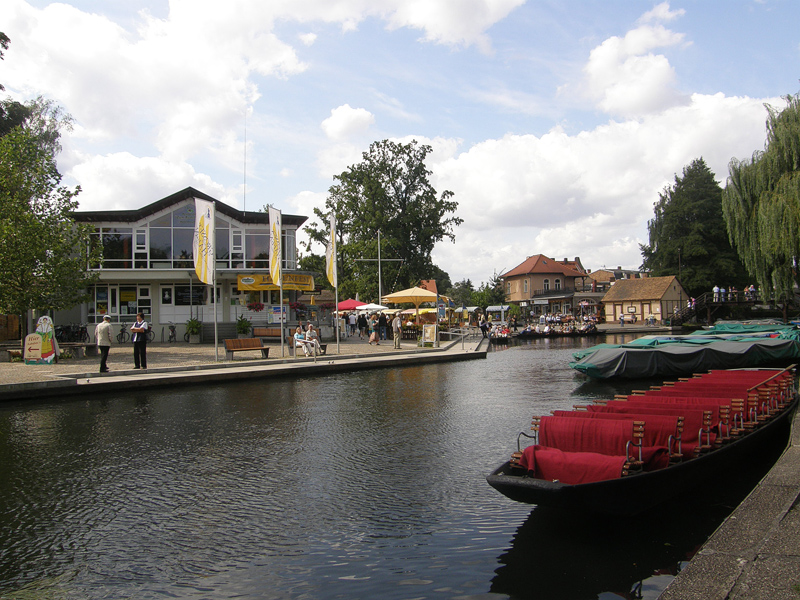
Haven

Nabij de stad kruisen de Autobahn A 13 en de Autobahn A 15 elkaar op Dreieck Spreewald. Aan de A 13 geeft afrit 9 toegang tot de stad.
Aan de spoorlijn Berlijn - Görlitz, 85 km verwijderd van Berlijn, heeft Lübbenau een station. Er bestaat ook een spoorlijn van Lübbenau via  Calau, Senftenberg en Hosena naar Kamenz. Het traject Lübbenau-Senftenberg was in de DDR-periode zeer druk; er reden dagelijks vele goederentreinen met bruinkool uit de groeven in deze streek overheen. Het traject tot Senftenberg v.v. wordt ieder uur door een stoptrein bediend. Het traject Senftenberg-Kamenz wordt af en toe door toeristische treinen bereden (museumspoorlijn). Een heropening voor regulier passagiersvervoer is anno 2020 in studie.
Lübbenau ligt aan verscheidene kleine waterwegen, waarvan de Spree en het Große Fließ nog de belangrijkste zijn. In het verleden werden deze intensief bevaren. Veel bewoners van het Spreewald woonden op alleen over water bereikbare plekken. Landbouwproducten, vis en hout werden over water naar Lübbenau en verder vervoerd. Op zeer kleine schaal is dit nog steeds zo. De haven van de stad is anno 2024 verder vooral voor de pleziervaart bestemd.

## Economie
Lübbenau bestaat in hoofdzaak van het toerisme naar het Spreewald, en van de verbouw van Spreewald-augurken. De haven in de stad is de centrale aanlegplaats voor de door een Kahnfährmann  bestuurde bootjes (Kähne), waarmee men rondvaarten maakt.
Lübbenau is verder een regionaal centrum voor de wijde omgeving, met naar verhouding  veel scholen en winkels. Deze dragen in niet onbelangrijke mate bij aan de werkgelegenheid. 
Op het terrein van een voormalige fabriek van  bouwmaterialen  is een aantal logistieke bedrijven en distributiecentra gevestigd.

## Geschiedenis

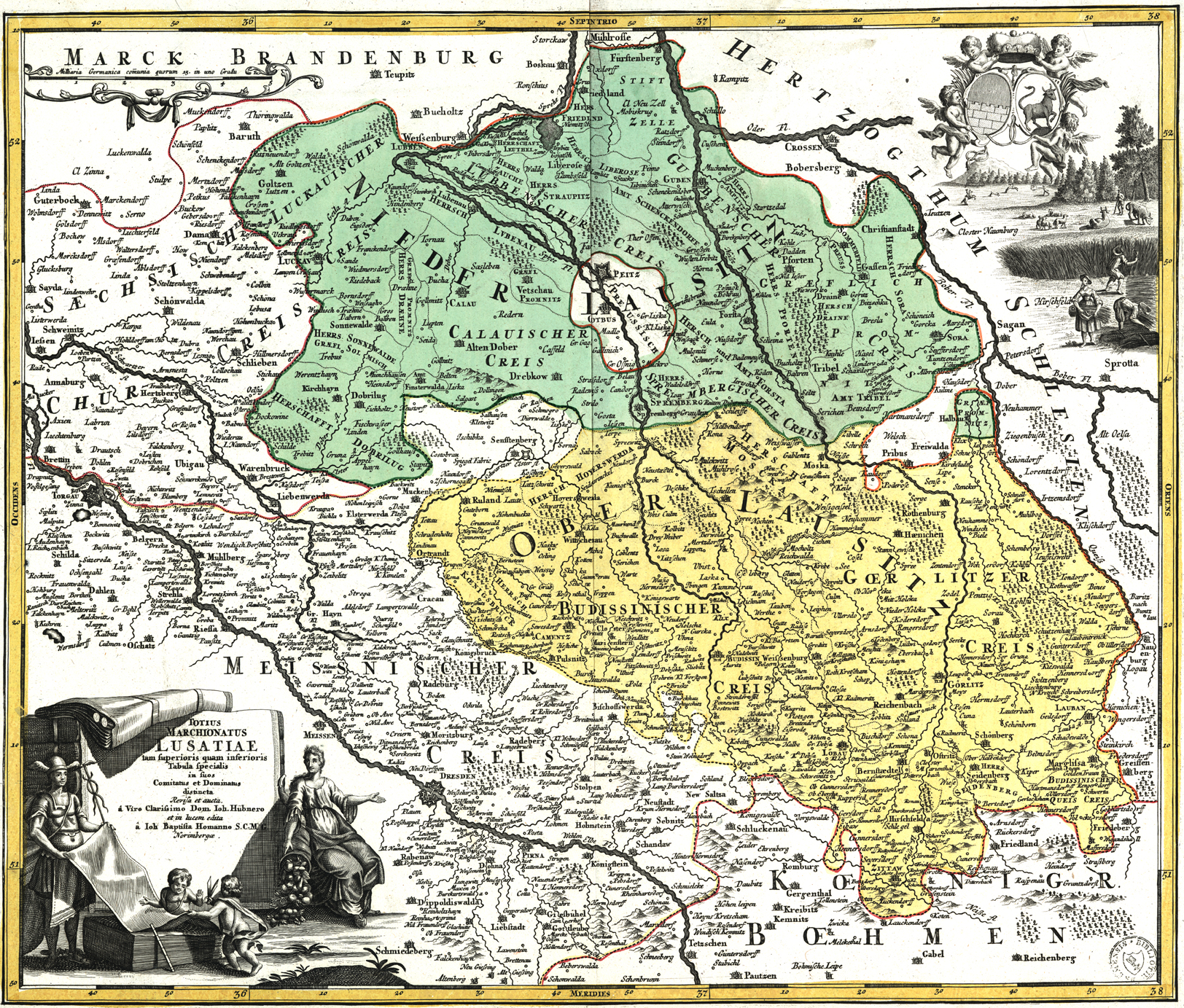
Kaart[3] van de Lausitz uit ca. 1700. Het groene gebied is de Niederlausitz. Lübbenau ligt bijna bovenaan de kaart, ten westen van de witte vlek Cottbus.
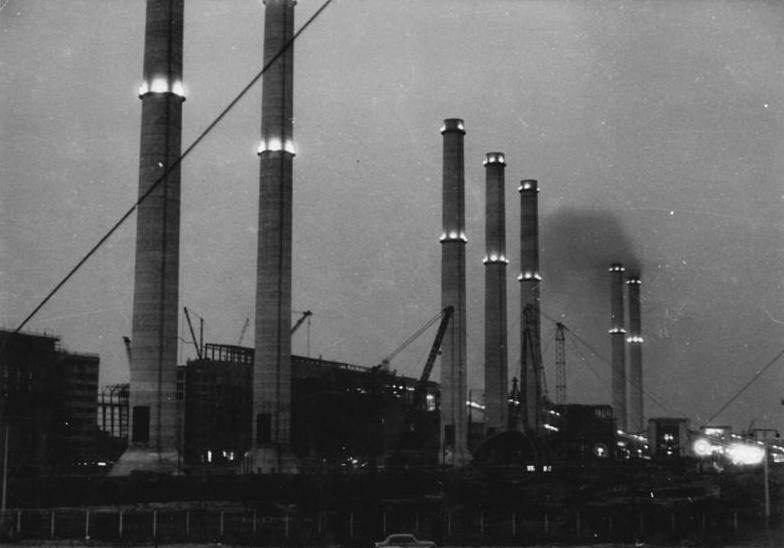
Bruinkoolcentrale, november 1961
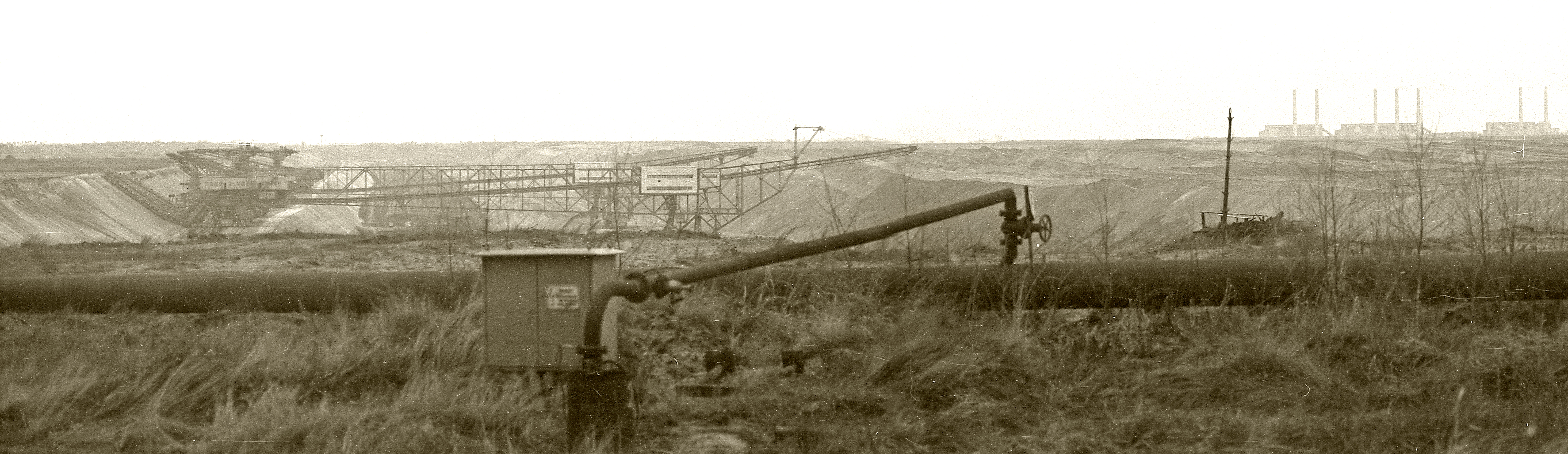
Bruinkoolgroeve Seese-West (1976)
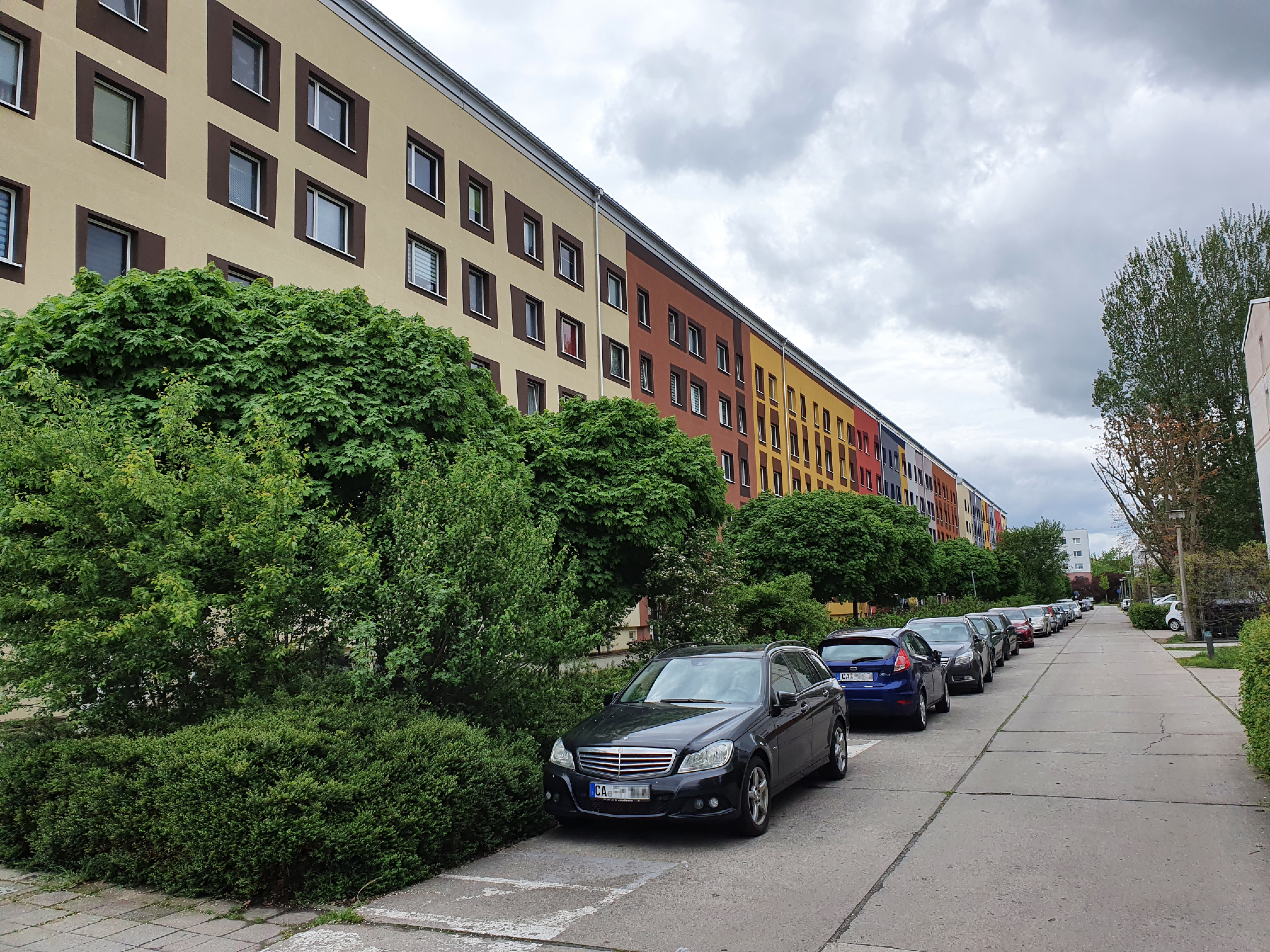
Na de Wende opgeknapte Plattenbau-wijk (foto uit 2021)

Lübbenau is door mensen gesticht, die tot de Slavische volkeren behoorden. De plaatsnaam gaat terug op de persoonsnaam Lubomir of Ljubomir, die in de meeste Slavische talen voorkomt en de vredelievende betekent. In het begin van de 14e eeuw kwam het gebied, waar een kasteel stond met daar vlakbij een op een eilandje tussen rivierarmen gelegen vissersdorp, onder het gezag van de Mark Brandenburg. Van 1364 tot 1448 lag het in de Landen van de Boheemse kroon en van 1462 tot 1635 in Bohemen; ten tijde van de Hussietenoorlogen werd het in 1429 verwoest maar daarna provisorisch herbouwd. Brandenburg had de streek echter tussentijds in bezit van 1448-1462, toen het een oorlog tegen Bohemen verloor.
In 1496 verkreeg Lübbenau het stadsrecht, maar bleef tot in de 16e eeuw feitelijk een boeren- en vissersdorp. Het stadje had slechts één versterkt gedeelte, waar het huidige Poorthuis (Torhaus) nog aan herinnert. In tijd van oorlogsdreiging kon de bevolking uitwijken  naar de vele, voor buitenstaanders bijna niet te vinden riviereilandjes (Kaupen).
De Reformatie in 1574 bewerkte, dat de meeste christenen in Lübbenau tot de evangelisch-lutherse geloofsrichting overgingen. In de 16e en 17e eeuw vestigde zich textielnijverheid (linnenweverijen) in Lübbenau, terwijl er ook verscheidene bierbrouwers  een onderneming begonnen. Vanaf 1635 behoorde  Lübbenau tot het  Keurvorstendom Saksen, en het daaronder ressorterende Markgraafschap Neder-Lausitz.  Leden van het geslacht Zu Lynar bestuurden vanaf 1621 vanuit Lübbenau de onder dit markgraafschap ressorterende Heerlijkheid Lübbenau.
De plaats bleef niet gespaard voor rampen. In de loop van de Dertigjarige Oorlog (1618-1648) werd het meermaals veroverd en verwoest. Grote droogtes en dus misoogsten waren er in 1616 en 1791 ; een overstroming had plaats in 1804; grote branden teisterden Lübbenau in 1675, 1708 en 1745. In de 18e eeuw begon men, de in het Spreewald geproduceerde landbouwproducten (o.a. augurken , mierikswortelen) grootschaliger te promoten en zelfs te exporteren naar het buitenland.
In 1820 werd in de stad door de Zu Lynars  een woonpaleis, Schloss Lübbenau, gebouwd (tegenwoordig als hotel in gebruik). In 1866 kreeg de stad aansluiting op het spoorwegnet, in de vorm van een station aan de spoorlijn Berlijn-Görlitz. In 1882 werd een begin gemaakt met toeristische boottochtjes in het Spreewald. In 1894 werd het populaire café-restaurant op het eilandje Wotschofska , een oude Kaupe, geopend.
In de nazi-tijd kwamen de weinige joden uit de stad bijna allen om als slachtoffers van de holocaust. Vanuit de geestelijkheid is steun geboden aan de anti-nazi-gezinde groepering Bekennende Kirche. Nog in 1939 werd geprobeerd, een dienst van de nazi-gezinde Deutsche Christen te verhinderen.
Eind april 1945 , aan het eind van de Tweede Wereldoorlog, werd de omgeving van het station van de stad door de Geallieerden gebombardeerd, waarna de stad zich zonder strijd overgaf aan het oprukkende Rode Leger.
In de DDR-periode (1949 tot 1990) werd in de omgeving van Lübbenau op grote schaal bruinkool gedolven, veelal in dagbouw. Evenals in het Rijnlands bruinkoolgebied hebben een aantal dorpen plaats moeten maken voor de bruinkoolwinning. De groeven, die zich het dichtste bij de zuidkant van de stad bevonden,  heetten Seese-West en Seese-Ost en waren in bedrijf van 1962-1978 respectievelijk 1983-1996. Sommige dorpelingen werden opnieuw gehuisvest in nieuwbouwwijken van Lübbenau. In de jaren 1960  en 1970 leidde dit tot een grote bevolkingstoename, tot circa 26.000 inwoners. Toen er in de omgeving van Lübbenau 7.000 arbeiders in de bruinkoolwinning  werkten, heeft de stad een korte bouw-boom gekend.
De bruinkoolwinning werd dus in 1996 beëindigd. Men liet daarna de bruinkoolgroeven onder water lopen. Hierdoor ontstond o.a. op de locatie van Seese-West een 140 hectare groot meer, de Schönfelder See.
Na de Duitse hereniging vond een sanering van de stad plaats. Sommige flatwijken in de voor de DDR typerende Plattenbau werden gesloopt en door nieuwbouw vervangen, andere gerenoveerd. In 1998 werd de naam van de stad Lübbenau officieel verlengd tot Lübbenau/Spreewald, Nedersorbisch: Lubnjow/Błota.

## Bezienswaardigheden, evenementen, toerisme
- Boottochtjes en andere vormen van recreatie in het nabij gelegen Spreewald.
- Het park van Schloss Lübbenau is in 1820 ontworpen door de bekende Pruisische tuin- en landschapsarchitect Peter Joseph Lenné.
- De stad telt een aantal historische, bezienswaardige gebouwen. 
  - Daaronder is de in 1741 gebouwde, evangelisch-lutherse, Sint-Nicolaaskerk (Nicolaikirche). In het interieur valt de 18e-eeuwse barokke orgelkast en een groot aantal grafmonumenten voor voorname inwoners van Lübbenau op. Ook zijn diverse grafstenen en liturgische voorwerpen hier ondergebracht, die afkomstig zijn uit andere kerken. Deze stonden in dorpen, die ten offer gevallen zijn aan de bruinkoolwinning tussen 1950 en 1995. De spits van de kerktoren is na blikseminslag en brand in 1984 door een nieuw exemplaar vervangen.
- In het 19e-eeuwse Poorthuis (Torhaus) is het Spreewald-Museum, een regionaal historisch museum, gehuisvest.
- In het stadsdeel Lehde staat een openluchtmuseum.
- Aan het spoor is een oud gebouw van de Duitse Spoorwegen (GLEIS 3, Spoor 3) tot cultureel centrum ombestemd.
- Hengel- en recreatieplas Schönfelder See (Nedersorbisch: Tłukomski jazor)

## Afbeeldingen

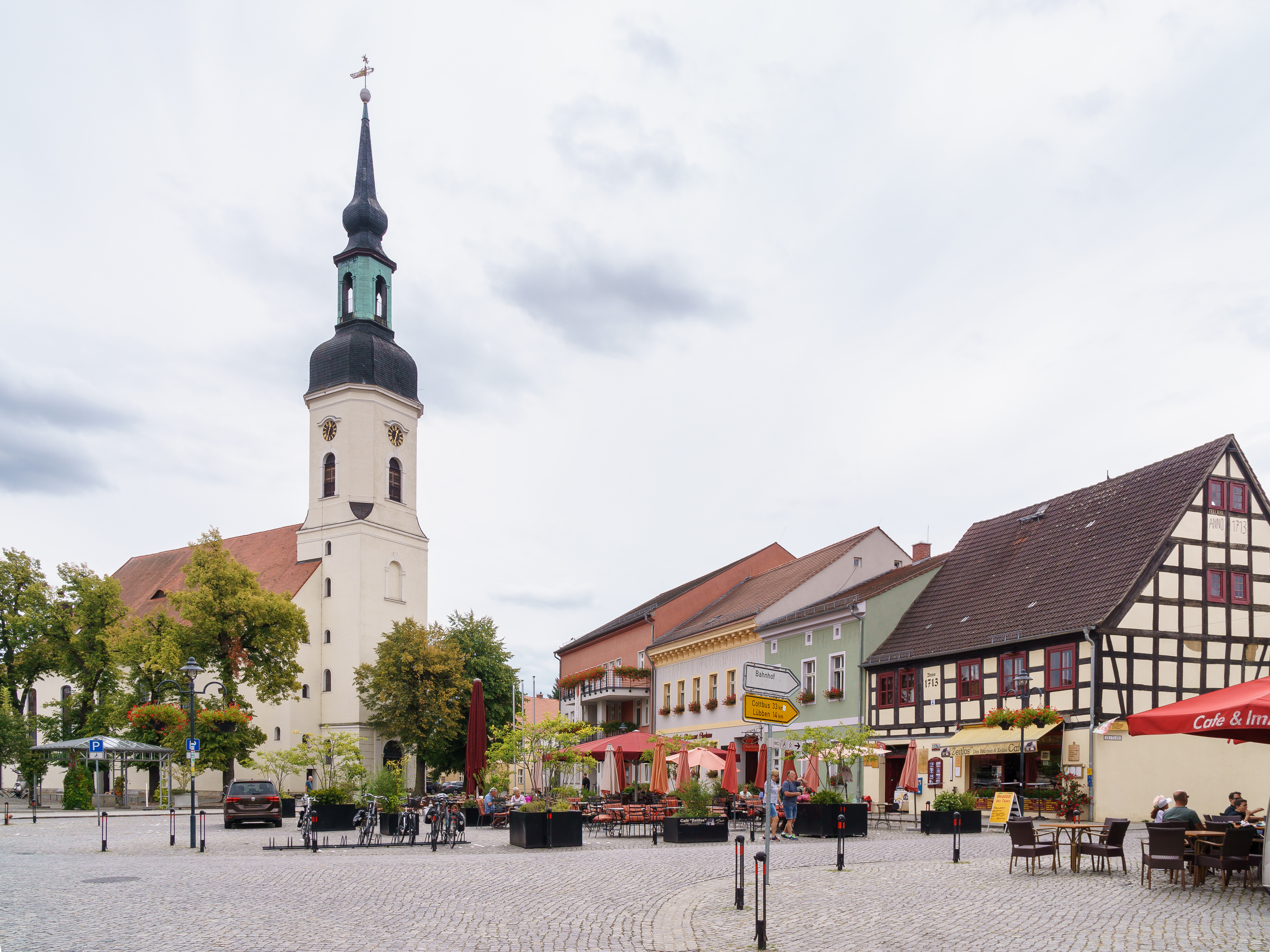
Oude Markt met het stadhuis en de Sint-Nicolaaskerk
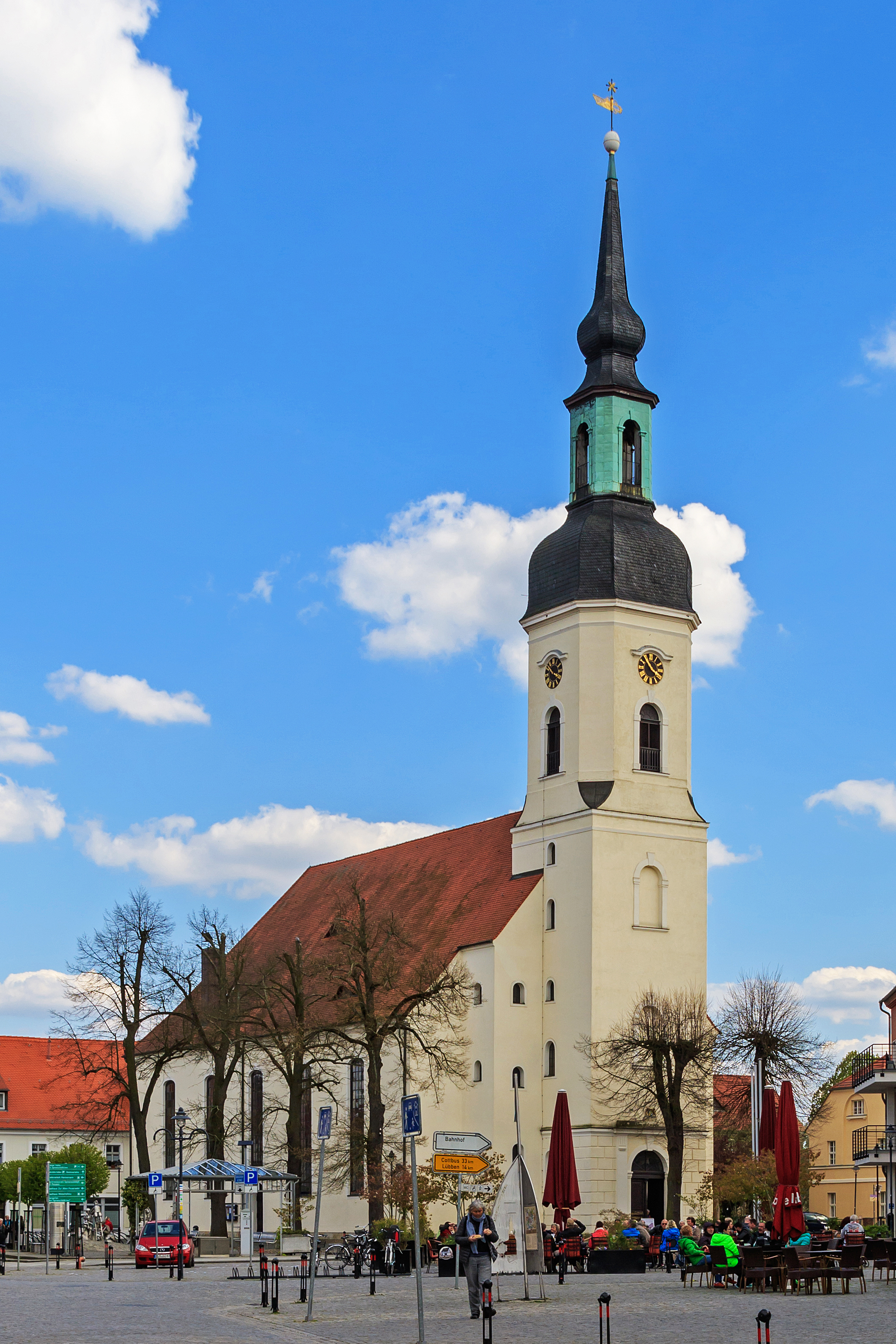
Evang.-lutherse Nicolaaskerk (1741)
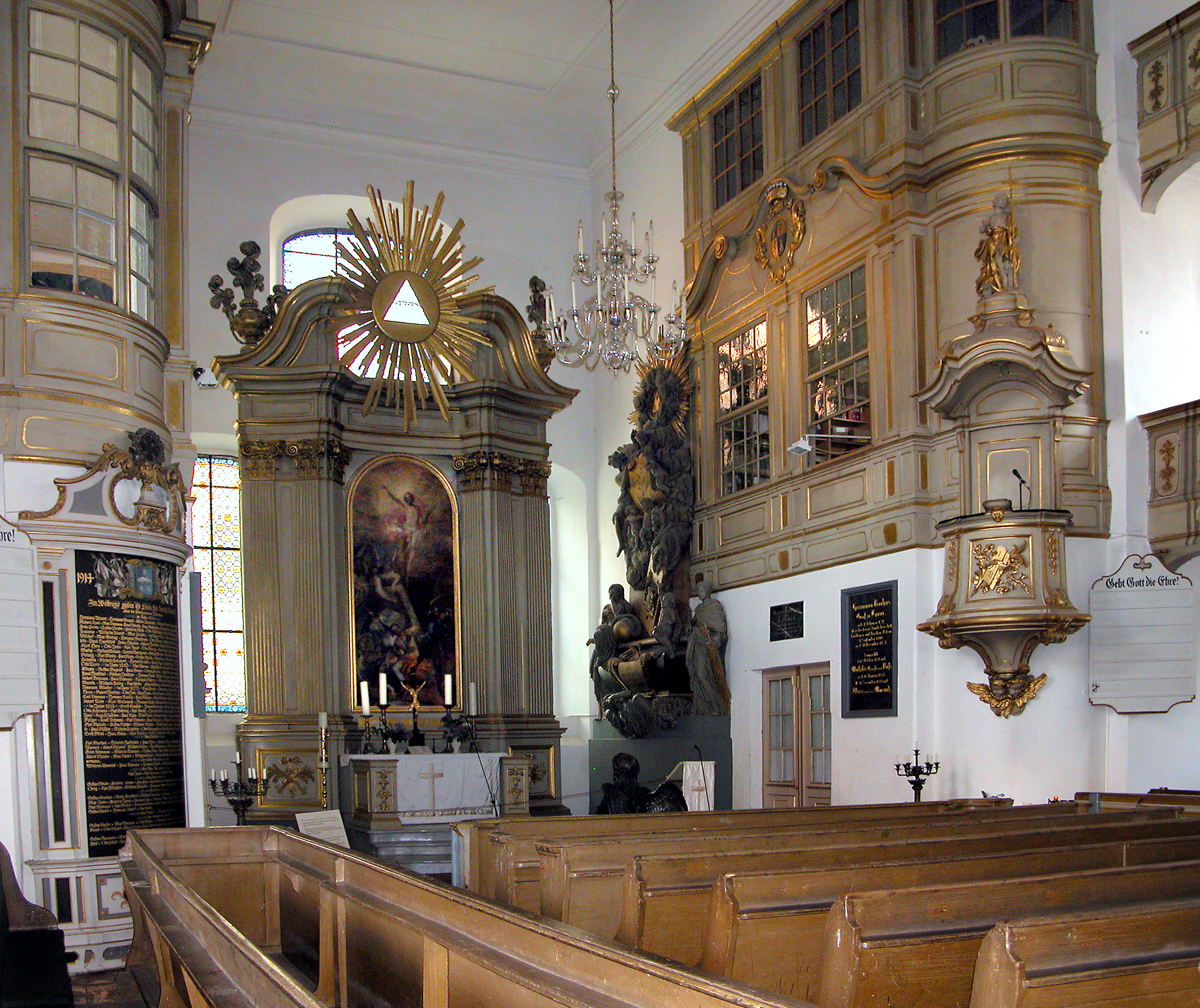
Interieur van deze kerk
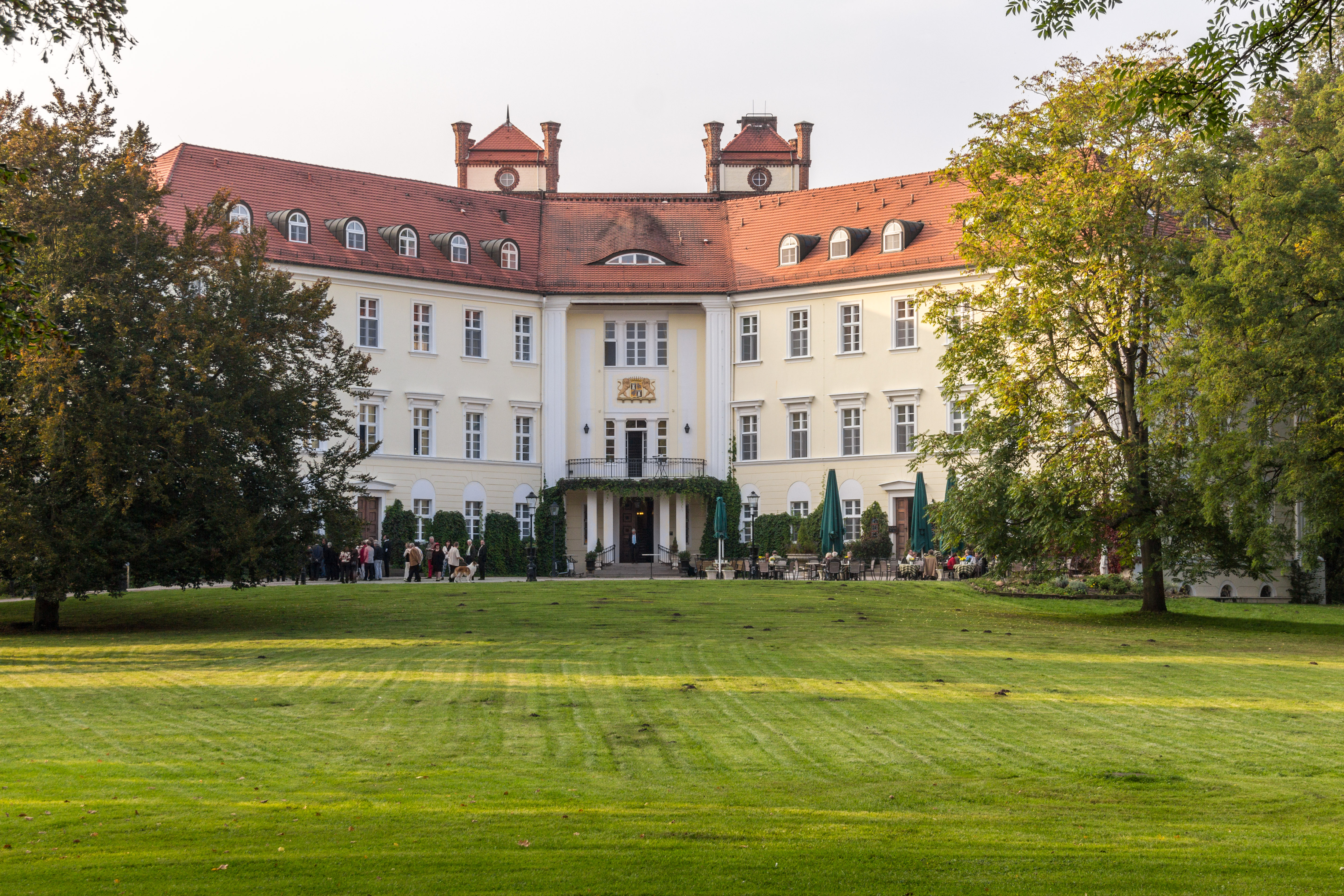
Kasteel Lübbenau, in gebruik als hotel
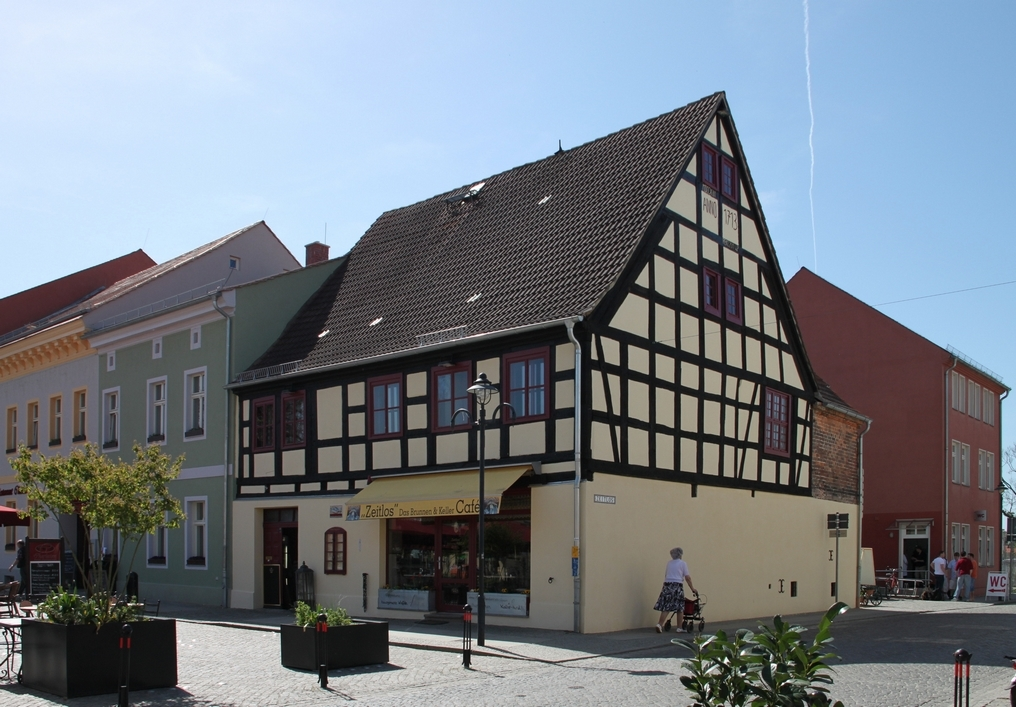
Café Tijdloos (1713), het oudste huis van de stad
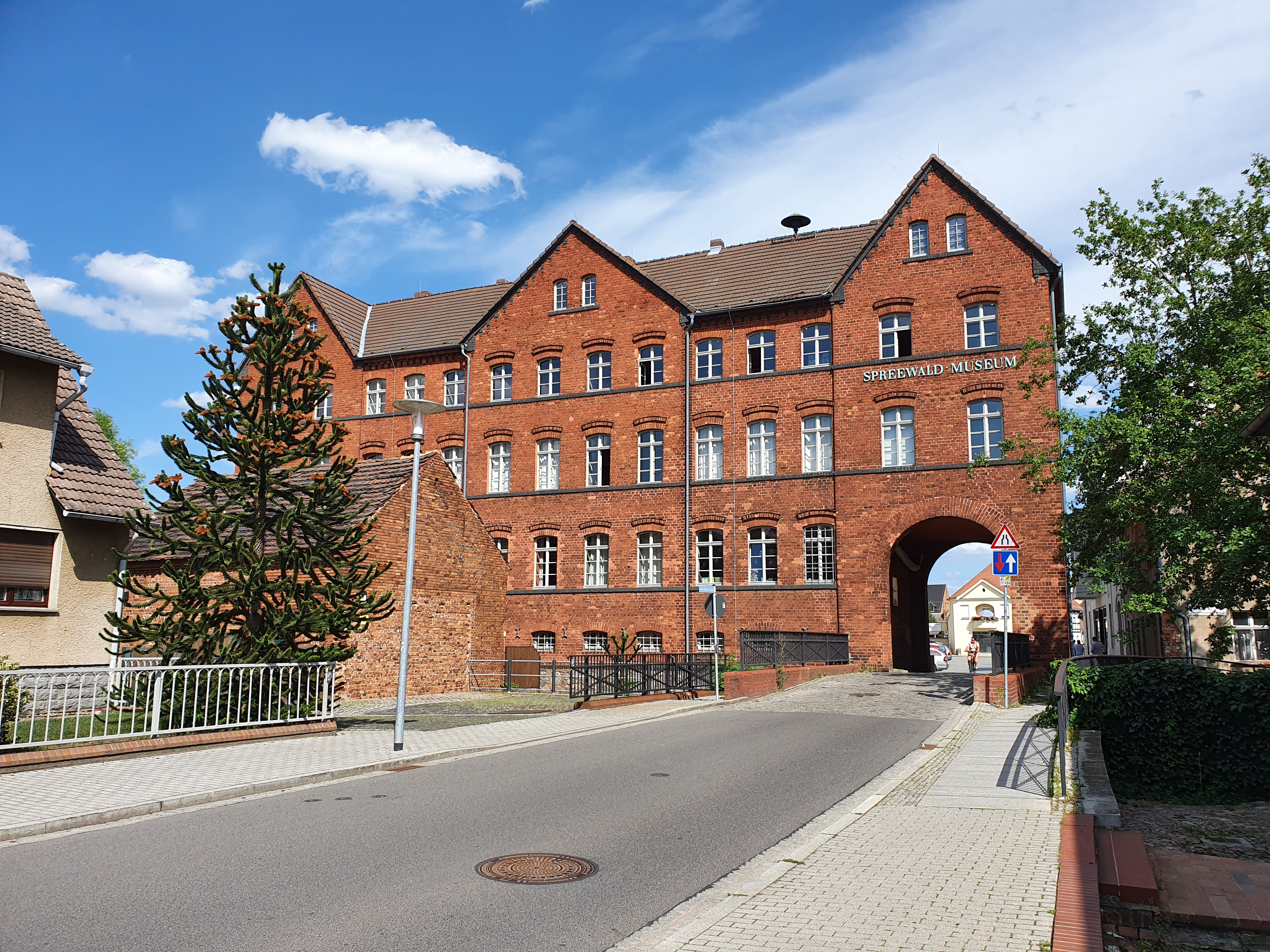
Het Torhaus
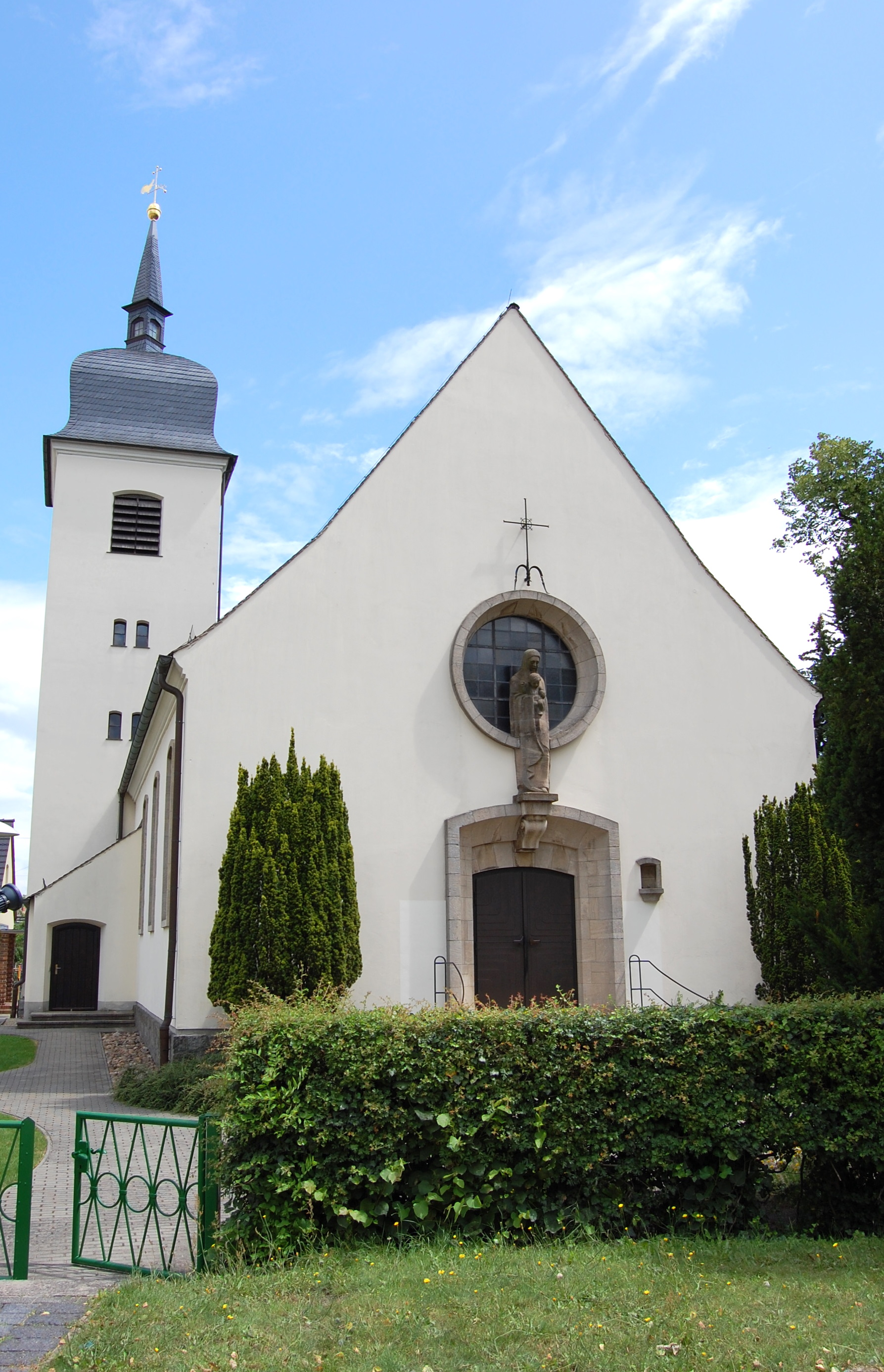
R.K. Maria-Verkondigingskerk
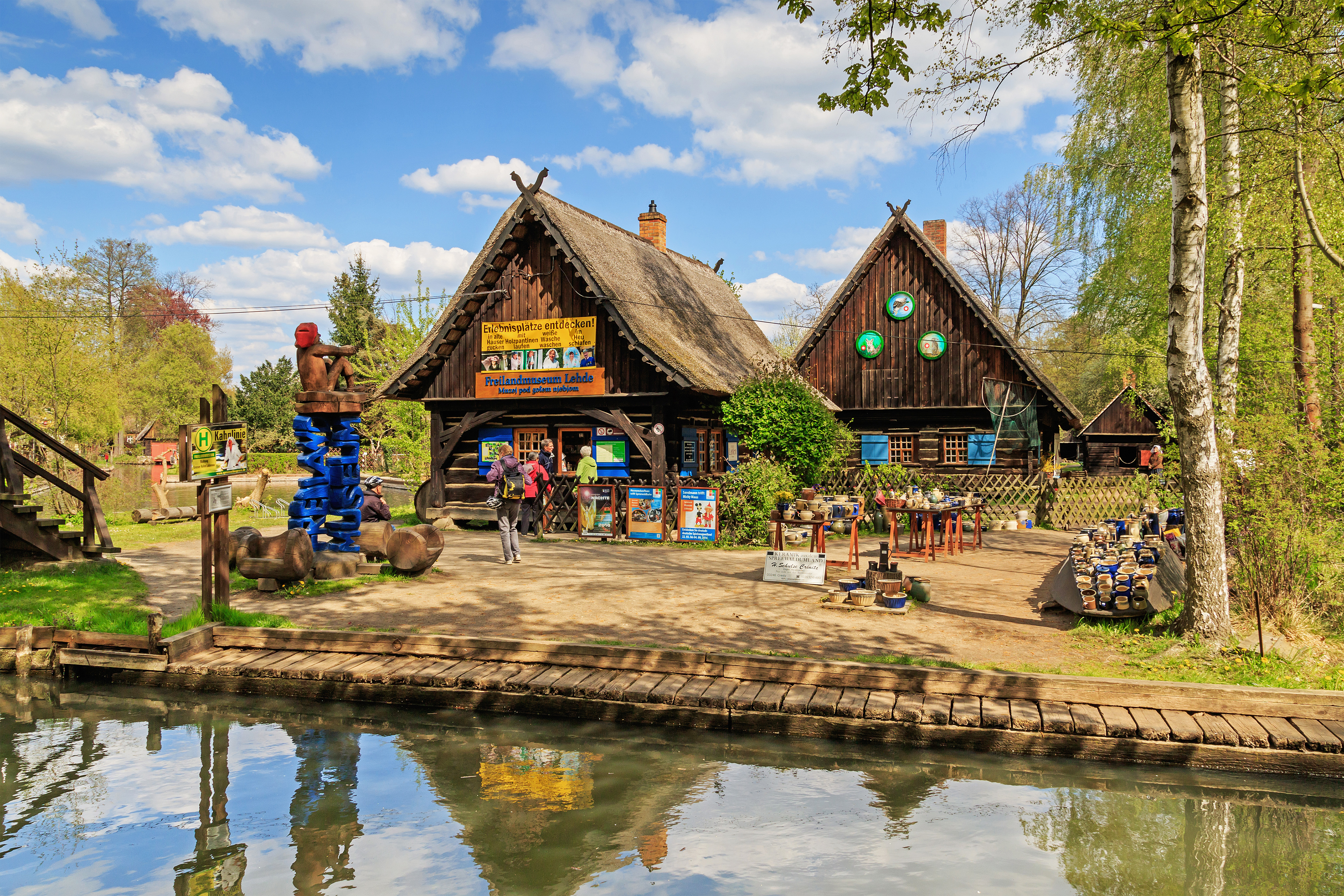
In het openluchtmuseum van Lehde
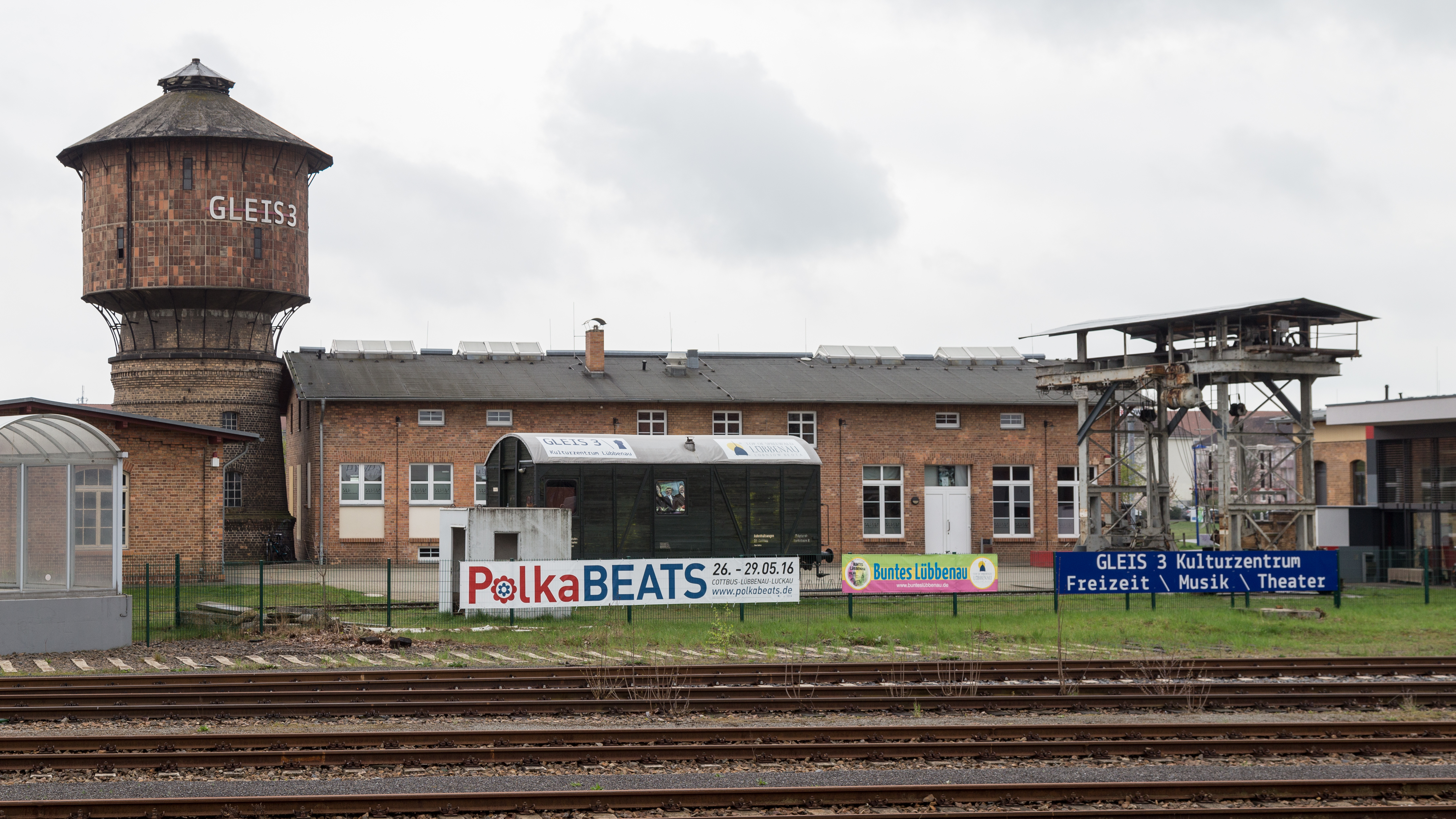
Cultureel centrum GLEIS 3
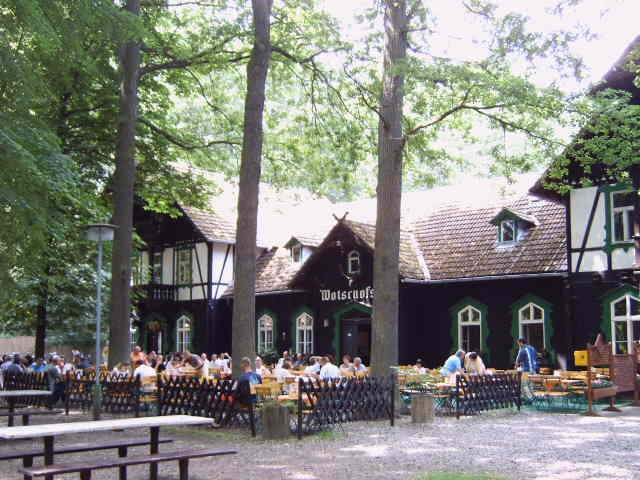
Restaurant Wotschofska (1894; het gebouw staat onder monumentenzorg)
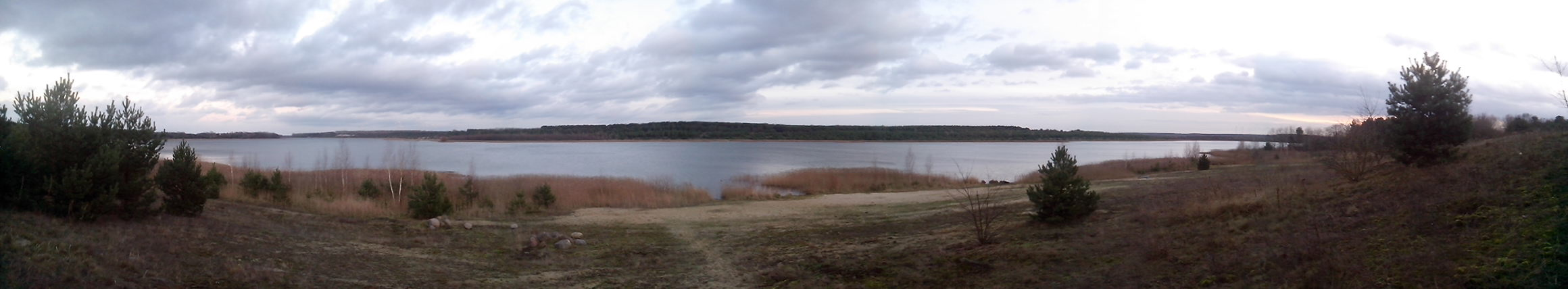
De Schönfelder See (Nedersorbisch: Tłukomski jazor)

## Partnergemeentes
Lübbenau onderhoudt jumelages met de volgende plaatsen:
- Oer-Erkenschwick, Noordrijn-Westfalen, sedert 15 september 1990
- Halluin, Frankrijk, sedert 1 april 2000
- Nowogród Bobrzański (Naumburg am Bober) in Polen, sedert 1 april 2000
- Pniewy (Pinne), Polen, sedert 1 april 2000
- Świdnica (Schweidnitz) in Polen, sedert 21 oktober 2005
- Kočevje, Slovenië, sedert 8 januari 2018

## Demografie
- Ontwikkeling van de bevolking sinds 1875 binnen de huidige grenzen (blauwe lijn: Bevolking; stippellijn: Vergelijking van de ontwikkeling van de bevolking van de deelstaat Brandenburg, Grijze achtergrond: tijdens de nazi-regering, Rode achtergrond: tijdens de communistische regering)
- Recente ontwikkeling van de bevolking (blauwe lijn) en prognoses (stippelijn)

| Jaar | Inwoners |
| ---- | -------- |
| 1875 | 10 174   |
| 1890 | 10 359   |
| 1910 | 10 549   |
| 1925 | 10 526   |
| 1933 | 9 918    |
| 1939 | 9 672    |
| 1946 | 13 341   |
| 1950 | 12 986   |
| 1964 | 22 542   |
| 1971 | 26 192   |

| Jaar | Inwoners |
| ---- | -------- |
| 1981 | 25 270   |
| 1985 | 24 295   |
| 1989 | 24 181   |
| 1990 | 23 854   |
| 1991 | 23 037   |
| 1992 | 23 043   |
| 1993 | 22 733   |
| 1994 | 22 510   |
| 1995 | 22 182   |
| 1996 | 21 828   |

| Jaar | Inwoners |
| ---- | -------- |
| 1997 | 21 450   |
| 1998 | 20 998   |
| 1999 | 20 530   |
| 2000 | 19 959   |
| 2001 | 19 474   |
| 2002 | 19 116   |
| 2003 | 18 272   |
| 2004 | 17 995   |
| 2005 | 17 808   |
| 2006 | 17 560   |

| Jaar | Inwoners |
| ---- | -------- |
| 2007 | 17 290   |
| 2008 | 17 098   |
| 2009 | 16 936   |
| 2010 | 16 820   |
| 2011 | 16 438   |
| 2012 | 16 276   |
| 2013 | 16 086   |
| 2014 | 16 082   |
| 2015 | 16 237   |
| 2016 | 16 109   |

| Jaar | Inwoners |
| ---- | -------- |
| 2017 | 16 090   |
| 2018 | 16 021   |
| 2019 | 15 977   |
| 2020 | 15 969   |

Gegevensbronnen worden beschreven in de Wikimedia Commons.

## Geboren te Lübbenau
- Verscheidene leden van het grafelijke geslacht Zu Lynar hebben vanaf de 17e eeuw tot op de huidige dag het kasteel van Lübbenau bewoond.

- Ferdinand van Solms-Hohensolms-Lich (1886-1918), aristocraat en officier
- Hans Ulrich Klintzsche (1898-1959), mede-oprichter van de SA
- Lothar Hause (1955), voetballer
- Romy Müller (1958), atlete